# Derdák Tibor
Derdák Tibor (Budapest, 1961. április 27. –) magyar tanár, szociológus, politikus, országgyűlési képviselő.

## Életpályája

### Iskolái
Az Áldás utcai Általános Iskola elvégzése után az Apáczai Csere János Gimnáziumban érettségizett 1979-ben. 1980–1986 között az Eötvös Loránd Tudományegyetem Bölcsészettudományi Kar francia-szociológia szakán tanult.

### Pályafutása
1979–1980 között teljesítette sorkatonai szolgálatát Hódmezővásárhelyen. 1982-ben belépett a Dialógus Független Békemozgalomba. 1985-ben Kőbányán családgondozó, majd egy kelenföldi általános iskolában franciatanár volt. 1986–1987 között az Országos Alkohológiai Intézetben szociológusként dolgozott. 1987-től Besencén él, egy főként cigányok lakta faluban; igyekszik megszüntetni a cigánygyerekek műveltségbeli hátrányát (2009). 1987-től a Magyar-Örmény Baráti Társaság tagja. 1987–1990 között Magyarmecskén általános iskolai tanár volt. 1988–1990 között a Fii Cu Noi Cigányegyesület titkára, valamint a Raoul Wallenberg Egyesület ügyvivője volt. 1992–1994 között a Gandhi Alapítvány titkára volt. 2007-től a sajókazai Dr. Ámbédkar Iskola igazgatója. 

### Politikai pályafutása
1988-tól az SZDSZ tagja. 1990–1994 között országgyűlési képviselő volt.

## Családja
Szülei: Derdák Tivadar építészmérnök és Ecsedi Márta építész. Testvére, Ecsedi-Derdák András (1972-) közművelődési szakember.

## Díjai
- Kisebbségekért díj (1995)[4]
- Solt Ottília-díj (2000)[4]
- Csalog Zsolt-díj (2004)[4]
- A Magyar Érdemrend tisztikeresztje (2010)[5]
- Trefort Ágoston-díj (2010)[4]
- Prima Primissima díj (2014)[4]